# Inophis
 (février 2018).
Inophis est un guitariste français, auteur, compositeur, producteur, leader du groupe de metal symphonique progressif Equinox.

## Biographie
Étudiant à Brest et guitariste, Inophis se rend en 2005 en Chine grâce à une bourse d'études. Il s'y fait connaître grâce à des démos publiées sur les réseaux sociaux. Il participe aux principaux salons musicaux de Chine, puis devient ambassadeur de la marque Farida Guitars. Il signe ensuite avec le label Guitar China.
Inophis sort, en 2013, l'album instrumental Duality. La même année, il compose l'album de son groupe de metal symphonique Equinox, auquel participent les musiciens Pascal Mulot, Aurel Ouzoulias et Emmanuel Creis. Cet album intitulé The Cry Of Gaïa sort en août 2014.
De 2016 à 2017, tout en poursuivant ses tournées, Inophis travaille sur le deuxième album d’Equinox. Il participe à un projet de Bossa et un projet celtique. Il signe aussi la musique du titre Wo Ai Bulietani sur un single écrit par Dantès. Le titre et le clip vidéo servent à faire la promotion de la Bretagne en Chine et le projet obtient le soutien de la Région Bretagne. Le projet est signalé par différents médias français dont BFM TV. En octobre 2017 Imophis est invité au premier festival de guitare international de Huizhou, il se produit avec le guitariste Brésilien Marcinho Eiras et l’Italien Massimo Varini. La même année il est nommé par le gouvernement chinois membre du jury du concours national des luthiers guitares de Chine afin de choisir les meilleurs luthiers de Chine parmi les 60 présélectionnés.

## Discographie

### Albums solos
- 2007 : Inophis
- 2010 : Beauty In The Chaos
- 2013 : Duality

### Album d'Equinox
- 2018 : The Cry Of Gaïa (Mystyk prod - Season of Mist)

### Collaborations
- 2001 : Philippe Guevel - sur les titres Tyle Of Lochalsh, Anne de Bretagne, Dernière Minute
- 2017 : Dantès - Inophis - sur le titre Wo Ai Bulietani (promotion de la Bretagne en Chine)